# Constantino Germán

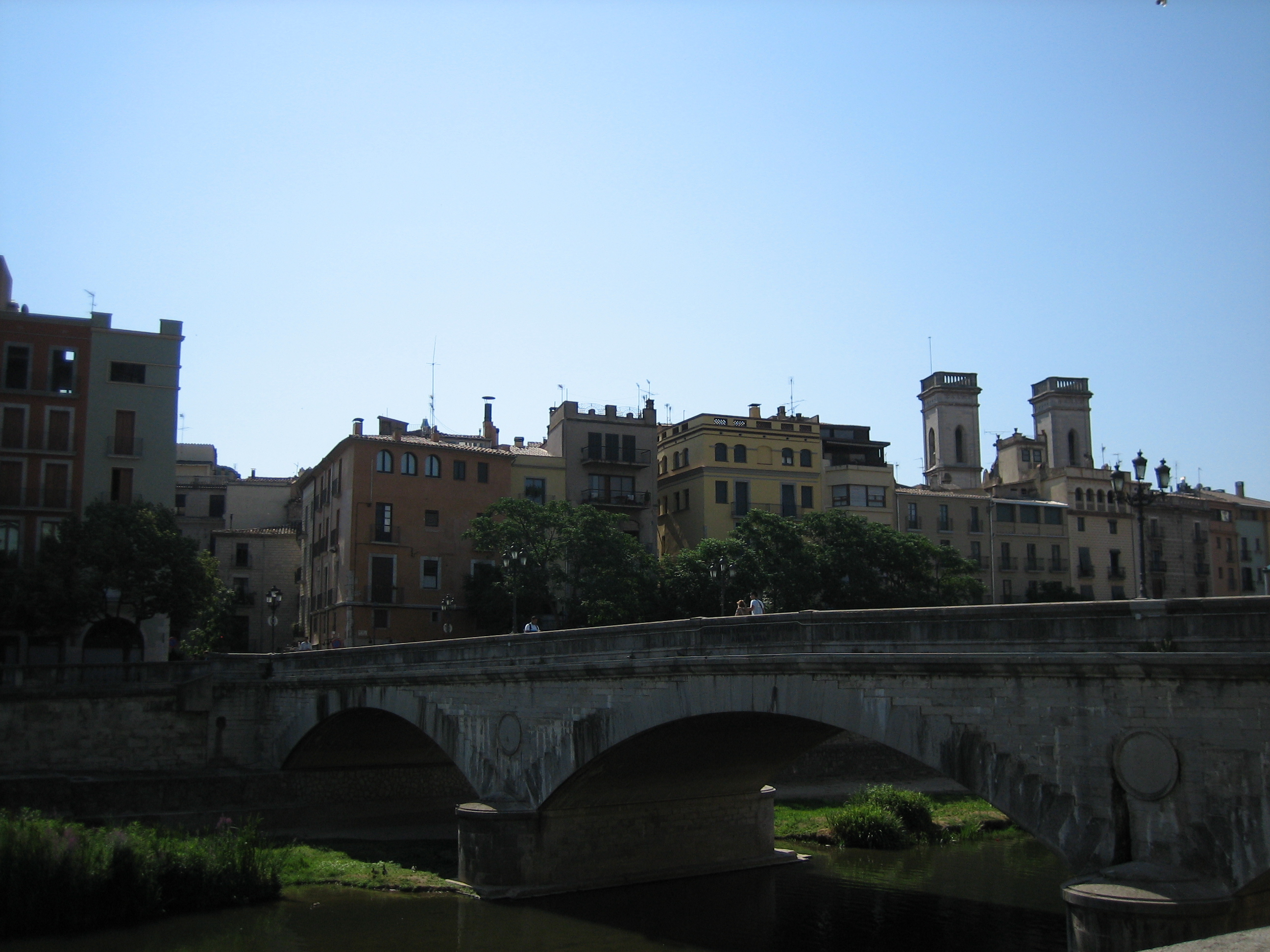
Puente de Piedra.

Constantino Germán Cavero fue un ingeniero español nacido en Zaragoza, (Zaragoza) el 11 de marzo de 1811. Murió en el año 1883 en Madrid.
Estudia en la Universidad Central de Madrid. 
Proyecta un faro en el cabo de Palos, Murcia en 1839.
Miembro de la Comisión de Monumentos de Teruel en 1848.
inspector general de 1.ª clase del Cuerpo de Ingenieros de Caminos, Canales y Puertos entre 1875-1879, año que se jubila.

## Obras
- 1856: Diseña y construye el puente sobre el río Oñar en Gerona "Puente de Isabel II o Puente de Piedra"
- 1863: Diseña y construye el Faro de Cabo Sacratif en Granada.

- Datos: Q5784470